# Virgil (Kansas)
Virgil és una població dels Estats Units a l'estat de Kansas. Segons el cens del 2000 tenia 113 habitants.

## Demografia
Segons el cens del 2000, Virgil tenia 113 habitants, 44 habitatges, i 28 famílies. La densitat de població era de 79,3 habitants/km².
Dels 44 habitatges en un 27,3% hi vivien nens de menys de 18 anys, en un 50% hi vivien parelles casades, en un 6,8% dones solteres, i en un 34,1% no eren unitats familiars. En el 34,1% dels habitatges hi vivien persones soles el 20,5% de les quals corresponia a persones de 65 anys o més que vivien soles. El nombre mitjà de persones vivint en cada habitatge era de 2,57 i el nombre mitjà de persones que vivien en cada família era de 3,14.
Per edats la població es repartia de la següent manera: un 35,4% tenia menys de 18 anys, un 5,3% entre 18 i 24, un 17,7% entre 25 i 44, un 22,1% de 45 a 60 i un 19,5% 65 anys o més.
L'edat mediana era de 36 anys. Per cada 100 dones de 18 o més anys hi havia 87,2 homes.
La renda mediana per habitatge era de 23.750 $ i la renda mediana per família de 33.125 $. Els homes tenien una renda mediana de 21.250 $ mentre que les dones 15.625 $. La renda per capita de la població era de 10.604 $. Entorn del 8,7% de les famílies i el 22,8% de la població estaven per davall del llindar de pobresa.

## Poblacions més properes
El següent diagrama mostra les poblacions més properes.